# 亞比火山
8°12′S 119°4′E / 8.200°S 119.067°E
亞比火山又名桑厄昂火山（Sangeang Api），是印度尼西亞的火山，也是一座火山岛，是小巽他群島的一部份，由西努沙登加拉省負責管轄，是座由兩個海拔高度分別是1,949米和1,795米的火山錐所组成的复式火山。
从1512年第一次火山噴發纪录，至1989年共喷发了17次，是小巽他群島最活跃的活火山之一。1988年喷发时导致岛上的居民被疏散。最近两次噴發分别发生在2012年12月及2014年5月。
2014年5月30日喷发出的火山灰高达15至20公里，飞越海洋抵达澳洲西北部的金伯利地区，影响当地多个航班。

## 外部連結
- STS112-E-5628 （页面存档备份，存于） Directly from above volcano.
- STS61A-40-62 （页面存档备份，存于）